# Niu Wenbin
Niu Wenbin (* 20. Januar 1991) ist ein chinesischer Geher.

## Sportliche Laufbahn
Niu Wenbin tritt seit 2009 in Wettkämpfen als Geher an. 2010 gewann er die Silbermedaille bei den Chinesischen Meisterschaften über 20 km. Im Juli trat er bei den U20-Asienmeisterschaften in Hanoi an, bei denen er über 10.000 Meter den fünften Platz belegte. 2011 trat er in der Heimat bei der Universiade an, bei der er die 20-km-Distanz als 12. bewältigte. Seit 2012 tritt Niu bevorzugt über die 50-km-Distanz an. Bis 2015 steigerte er sich auf eine Bestzeit von 3:51:00 h über diese Distanz. Im März 2017 wurde er mit Bestzeit von 3:46:12 h erstmals Chinesischer Meister und stellte damit die Weltbestleistung des Jahres auf. Über 50 km trat er anschließend im August bei den Weltmeisterschaften in London an, bei denen er allerdings mehr als 15 Minuten länger benötigte und damit nicht über den 29. Platz hinauskam. In seinem ersten Wettkämpfe des Jahres 2019 steigerte sich Niu in Huangshan auf eine Zeit von 3:41:04 h. Ende September nahm er in Doha an seinen zweiten Weltmeisterschaften teil, bei denen er den vierten Platz belegte.

## Wichtige Wettbewerbe
| Jahr                            | Veranstaltung                   | Ort                             | Platz                           | Disziplin                       | Weite                           |
| Startet für Volksrepublik China | Startet für Volksrepublik China | Startet für Volksrepublik China | Startet für Volksrepublik China | Startet für Volksrepublik China | Startet für Volksrepublik China |
| ------------------------------- | ------------------------------- | ------------------------------- | ------------------------------- | ------------------------------- | ------------------------------- |
| 2010                            | U20-Asienmeisterschaften        | Hanoi                           | 5.                              | 10.000 m Gehen                  | 50:09,73 min                    |
| 2011                            | Universiade                     | Shenzhen                        | 12.                             | 20 km Gehen                     | 1:29:10 h                       |
| 2017                            | Weltmeisterschaften             | London                          | 29.                             | 50 km Gehen                     | 4:01:35 h                       |
| 2019                            | Weltmeisterschaften             | Doha                            | 4.                              | 50 km Gehen                     | 4:05:36 h                       |

## Persönliche Bestleistungen
Freiluft
- 10-km-Bahnengehen: 50:09,73 min, 1. Juli 2010, Hanoi
- 10-km-Gehen: 41:30 min, 19. Juni 2010, Huhehaote
- 20-km-Gehen: 1:21:41 h, 12. Mai 2013, Shenyang
- 50-km-Gehen: 3:41:04 h, 9. März 2019, Huangshan